# Kankavyondo
Kankavyondo är ett vattendrag i Burundi.   Det ligger i provinsen Muyinga, i den norra delen av landet, 110 kilometer nordost om huvudstaden Bujumbura.
Omgivningarna runt Kankavyondo är en mosaik av jordbruksmark och naturlig växtlighet. Runt Kankavyondo är det tätbefolkat, med 319 invånare per kvadratkilometer.